# Steinheimer Hof

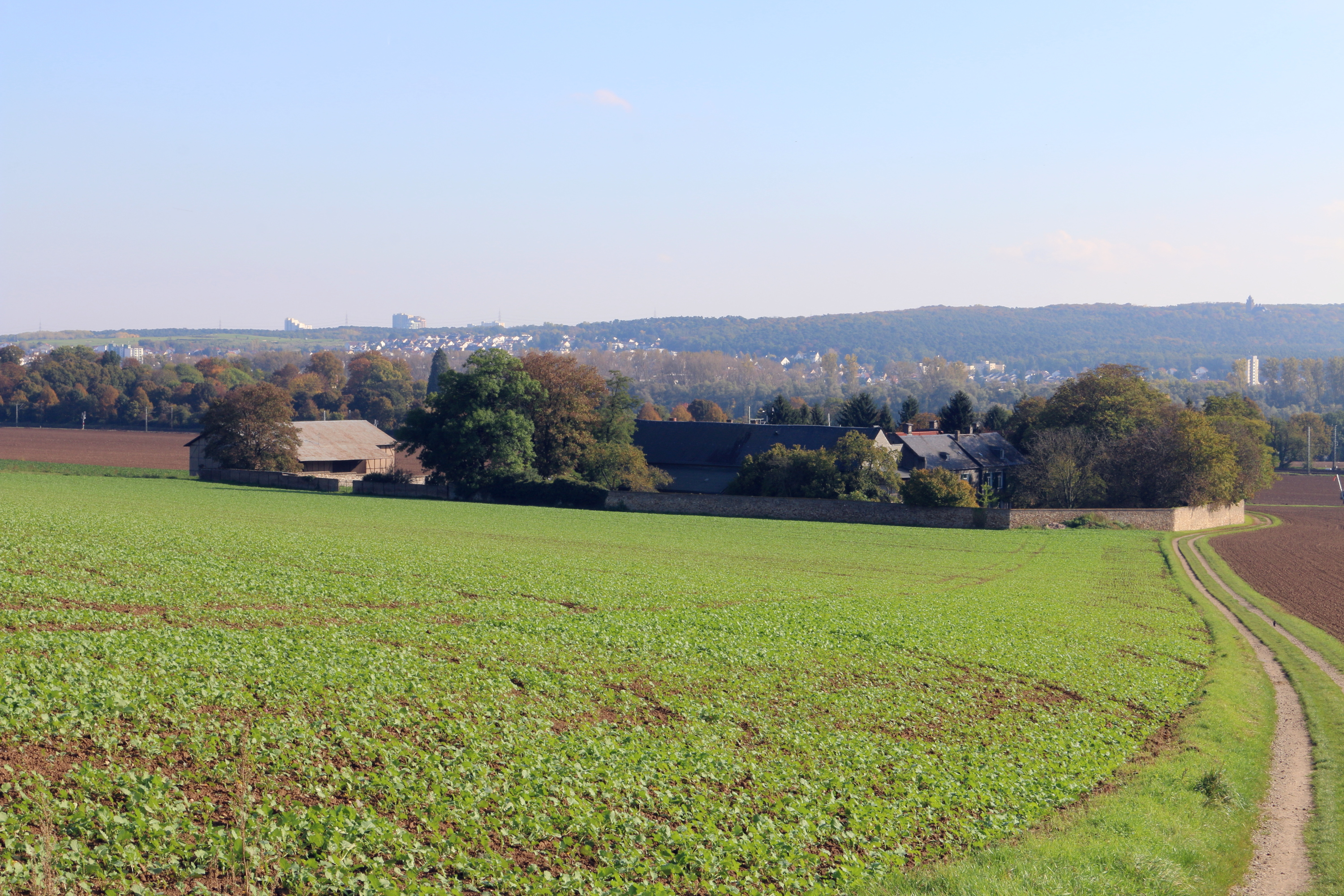
Blick auf den Steinheimer Hof

Der Steinheimer Hof, ein ehemaliger Klosterhof der Abtei Eberbach bis 1803, befindet sich zwischen Eltville und Niederwalluf. Ursprünglich als Eberbacher Klosterhof bekannt, entwickelte er sich im 10. Jahrhundert aus dem Dorf Steinheim, das im 15. Jahrhundert verschwand.

## Geschichte
Um 1175 entstand der Klosterhof durch Schenkung von Ritter Embricho von Steinheim. Im Jahr 1500 umfasste der Hof 370 Morgen Äcker und 23 Morgen Weinberge. Nach mehreren Besitzerwechseln gelangte er 1871 in den Besitz von Herzog Adolf von Nassau und ab 1890 in großherzoglich Luxemburgischen Besitz.

## Architektur
Die Gebäudegruppe, umgeben von einer dreieckigen Mauereinfriedung, besteht aus einem U-förmigen und einem T-förmigen Baukomplex. Das schlichte Herrenhaus aus dem 19. Jahrhundert dominiert die Westseite. Historische Elemente, wie das Wappen des Eberbacher Abtes Alberich Kraus von Boxberg von 1696, und die spitzbogige Pforte in der Hofmauer sind erhalten.

## Heutige Nutzung
Heute ist der Steinheimer Hof eine Staatsdomäne, die als Bauernhof fungiert und die umliegenden Ackerflächen bewirtschaftet. Die Grünfläche westlich der Gebäude ist als Landschaftspark gestaltet und enthält einen ehemaligen Weiher sowie alten Baumbestand. Die Ackerflächen bilden ein großes Oval, das nur an der Südseite von Bahn und Landstraße durchschnitten wird.